# Чемпіонат Львівської області з футболу 2023
Чемпіонат Львівської області з футболу 2023 року — футбольні змагання серед аматорських команд Львівщини, які проводилися Львівською Асоціацією Футболу у Прем'єр-лізі, Першій лізі, а також у Другій/Третій лігах. Після річної перерви, пов'язаної з початком повномасштабної війни Росії, відновились змагання серед юніорів.  

## Прем'єр-ліга
У 16-му Чемпіонаті Львівщини серед команд Прем'єр-ліги стартували п'ятнадцять команд. Але після третього туру СК «Дніпро-1 Академія футболу» (Дніпро), котрий виступав у Підгрупі Б, знявся із змагань.
 Чемпіонами Львівської області  стали футболісти об’єднаної команди «Юність» Верхня Білка/Куликів. 
«Білки» здобули загалом шосте поспіль чемпіонство й перше в об'єднанні з футбольним клубом «Куликів».
Для них цей сезон останній на обласному рівні, адже вже наступного року підопічні Богдана Костика планують представляти Львівщину на професіональному рівні.
Склад команди-чемпіона: Савошко Володимир, Савошко Олександр, Білий Василь, Іваночко Юрій, Войтович Володимир, Панасюк Олег, Патуляк Віталій, Малецький Павло, Гладкий Володимир, Береза Олег, Дещиця Іван, Грось Остап, Юськевич Іван, Шарабура Микита, Дмитрух Віталій, Пиріг Маркіян, Данкович Роман, Яворський Тарас, Либик Остап, Білий Іван, Денега Артем, Процишин Арсеній, Сологуб Степан, Равлик Віталій, Деревецький Дмитро, Гаврушко Іван, Гудзінський Вадим, Гордійчук Павло, Тимець Назарій, Фляк Юрій. 
Тренери: Богдан Костик, Тарас Данилюк, Степан Михальчук і тренер воротарів Андрій Жезло. 
Президенти об’єднаного клубу: Олександр Ролько та Мирон Остапчак.
- Серед команд, які в минулому сезоні виступали в Прем'єр-лізі Львівщини, відсутні: «Корміл» Давидів, «Лео Кераміка» Львів (котрі припинили своє існування) та об'єднана команда  ДЮШ ФК «Львів»/СКК «Демня» Львів/Демня (СКК «Демня» припинив існування, а ДЮШ ФК «Львів» заявився у Першу обласну лігу).

 ФК «Скала 1911» Стрий заявилася для участі у Другій лізі Чемпіонату України. 
- Натомість після річної перерви, пов'язаної з початком повномасштабної війни, відновила свої виступи в чемпіонаті львівська «Погонь».
- «Темп» Відники/Зубра переїхав у Бібрку і змінив назву на «Темп» Бібрка/Зубра.

Кращими в номінаціях сезону 2023 названо: 
- Кращий воротар — Роман Данкович («Юність» Верхня Білка/Куликів)
- Кращий захисник — Андрій Гурський (ФК «Миколаїв»)
- Кращий півзахисник — Павло Малецький («Юність» Верхня Білка/Куликів, ФСК «Самбір»)
- Кращий нападник  — Володимир Гладкий («Юність» Верхня Білка/Куликів, ФК «Куликів»)
- Кращий тренер — Богдан Костик («Юність» Верхня Білка/Куликів)
- Кращий гравець — Іван Юськевич («Юність» Верхня Білка/Куликів, ФК «Куликів»)

Чемпіонат Львівської області серед комнд Прем’єр-ліги пройшов у два етапи. 
- На першому етапі команди розподілені за спортивно-територіальним принципом на дві підгрупи і грають у два кола (вдома і на виїзді).
- По 3 найкращі команди з кожної підгрупи з нулем очок виходять до фінального етапу, в якому розіграють між собою золоті, срібні та бронзові медалі.
- Решта команд, в одне коло, змагатиметься за Кубок Прем'єр-ліги Львівської області.

### Фінальний етап
Боротьба за чемпіонство 
- Після першого етапу, «Карпати-2» офіційно відмовилися від участі в обласних змаганнях через участь у Другій лізі України. Тому, згідно з регламентом змагань, їх у першій шістці за спортивним принципом замінив «Легінь» з Брюхович.
- «Юність» із Верхньої/Нижньої Білок об'єдналася з «Куликовом», тож надалі гратиме об'єднаною командою: в Чемпіонаті Львівщини як «Юність» (Верхня Білка/Куликів), а в Чемпіонаті України серед аматорів, як ФК "Куликів-Білка" (Куликів-Верхня/Нижня Білка).

| М  | Команда/Місто                 | 1   | 2   | 3   | 4   | 5   | 6   | І  | В | Н | П | М'ячі   | РМ  | О  |
| -- | ----------------------------- | --- | --- | --- | --- | --- | --- | -- | - | - | - | ------- | --- | -- |
|    | «Юність» Верхня Білка/Куликів |     | 1:0 | 5:4 | 1:2 | 4:0 | 5:2 | 10 | 9 | 0 | 1 | 33 - 9  | 24  | 27 |
|    | ФК «Миколаїв»                 | 0:2 |     | 3:0 | 1:0 | 2:1 | 2:0 | 10 | 7 | 1 | 2 | 19 - 10 | 9   | 22 |
|    | «Фенікс» Підмонастир          | 0:3 | 0:2 |     | 2:1 | 4:3 | 1:0 | 10 | 5 | 0 | 5 | 18 - 22 | -4  | 15 |
| 4. | ФК «П'ятничани»               | 0:2 | 2:2 | 0:1 |     | 5:0 | 2:1 | 10 | 4 | 1 | 5 | 13 - 12 | 1   | 13 |
| 5. | «Темп» Бібрка/Зубра           | 1:4 | 2:3 | 5:3 | 0:1 |     | 3:1 | 10 | 3 | 0 | 7 | 19 - 27 | -8  | 9  |
| 6. | «Легінь» Брюховичі            | 0:6 | 2:4 | 0:3 | 2:0 | 0:4 |     | 10 | 1 | 0 | 9 | 8 - 30  | -22 | 3  |

«Легінь» Брюховичі усі домашні матчі проводив на стадіоні «Прогрес» у Львові.
Джерело:
 Кубок Прем'єр-ліги 
Після Групового етапу львівський «Рух-2» дебютував у Другій лізі Чемпіонату України, тому в обласних змаганнях їх замінив «Рух-3».
ФК «Куликів» об’єднався із «Юністю» і припинив виступи самостійною командою в обласних змаганнях.
| М  | Команда/Місто           | 1   | 2   | 3   | 4    | 5   | 6   | І | В | Н | П | М'ячі   | РМ | О  |
| -- | ----------------------- | --- | --- | --- | ---- | --- | --- | - | - | - | - | ------- | -- | -- |
|    | «Рух-3» Львів           |     |     | 3:1 | 2:1  | 1:3 |     | 5 | 3 | 1 | 1 | 9 - 7   | 2  | 10 |
| 2. | СК «Нафтовик» Борислав  | 1:2 |     |     |      | 1:0 | 1:2 | 5 | 3 | 0 | 2 | 7 - 6   | 1  | 9  |
| 3. | ФК «Мостиська»          |     | 2:3 |     |      | 6:0 | 7:1 | 5 | 2 | 1 | 2 | 19 - 10 | 9  | 7  |
| 4. | ЛСК «Погонь» Львів      |     | 0:1 | 3:3 |      |     |     | 5 | 2 | 1 | 2 | 13 - 8  | 5  | 7  |
| 5. | МФК «Галичина» Дрогобич |     |     |     | 0:6Г |     | 4:1 | 5 | 2 | 0 | 3 | 7 - 15  | -8 | 6  |
| 6. | ФСК «Самбір»            | 1:1 |     |     | 2:3  |     |     | 5 | 1 | 1 | 3 | 7 - 16  | -9 | 4  |

Г - матч «Галичина» Дрогобич - «Погонь» Львів відбувся на стадіоні «Погоні» («Гарт»).
Джерело:

### Груповий етап
Підгрупа А 
| М  | Команда/Місто               | 1   | 2   | 3   | 4   | 5    | 6    | 7   | І  | В  | Н | П | М'ячі   | РМ  | О  |
| -- | --------------------------- | --- | --- | --- | --- | ---- | ---- | --- | -- | -- | - | - | ------- | --- | -- |
| 1. | «Юність» Верхня/Нижня Білка |     | 1:2 | 3:2 | 4:0 | 2:2  | 2:1  | 4:0 | 12 | 10 | 1 | 1 | 25 - 7  | 18  | 31 |
| 2. | «Темп» Бібрка/Зубра         | 0:1 |     | 1:1 | 0:3 | 3:0* | 5:4  | 0:0 | 12 | 6  | 3 | 3 | 21 - 16 | 5   | 21 |
| 3. | ФК «Карпати-2» Львів        | 0:2 | 1:2 |     | 2:1 | 1:1  | 3:2  | 3:2 | 12 | 5  | 4 | 3 | 21 - 17 | 4   | 19 |
| 4. | «Легінь» Брюховичі          | 0:1 | 3:1 | 1:4 |     | 2:1  | 2:0  | 2:0 | 12 | 6  | 1 | 5 | 19 - 19 | 0   | 19 |
| 5. | ФК «Куликів»                | 0:1 | 0:1 | 0:0 | 2:2 |      | 0:3* | 0:2 | 12 | 2  | 4 | 6 | 16 - 18 | -2  | 10 |
| 6. | «Рух-2» Львів               | 0:2 | 1:5 | 1:3 | 2:3 | 0:3  |      | 2:1 | 12 | 3  | 0 | 9 | 20 - 29 | -9  | 9  |
| 7. | ЛСК «Погонь» Львів          | 0:2 | 1:1 | 1:1 | 2:0 | 1:7  | 0:4  |     | 12 | 2  | 3 | 7 | 10 - 26 | -16 | 9  |

* — технічний результат/неявка.

Підгрупа Б
СК «Дніпро-1 Академія футболу» (Дніпро), котрий базувався в Моршині, після третього туру знявся із змагань. 
Результати зіграних ним матчів анульовано.
| М  | Команда/Місто                         | 1   | 2   | 3    | 4    | 5    | 6   | 7    | -   | І  | В | Н | П | М'ячі   | РМ  | О  |
| -- | ------------------------------------- | --- | --- | ---- | ---- | ---- | --- | ---- | --- | -- | - | - | - | ------- | --- | -- |
| 1. | ФК «Миколаїв»                         |     | 0:0 | 3:2  | 2:1  | 3:0  | 0:2 | 6:1  |     | 12 | 8 | 2 | 2 | 29 - 11 | 18  | 26 |
| 2. | «Фенікс» Підмонастир                  | 1:4 |     | 3:1  | 0:0  | 2:1Л | 5:1 | 1:0  |     | 12 | 8 | 2 | 2 | 20 - 10 | 10  | 26 |
| 3. | ФК «П'ятничани»                       | 0:1 | 0:1 |      | 2:0С | 2:0  | 3:0 | 1:1  |     | 12 | 5 | 2 | 5 | 22 - 16 | 6   | 17 |
| 4. | СК «Нафтовик» Борислав                | 0:6 | 2:1 | 2:4  |      | 1:0  | 2:0 | 4:0  |     | 12 | 4 | 3 | 5 | 14 - 19 | -5  | 15 |
| 5. | ФК «Мостиська»                        | 2:1 | 0:2 | 3:3  | 2:0  |      | 4:1 | 1:0  | 3:0 | 12 | 4 | 2 | 6 | 18 - 21 | -3  | 14 |
| 6. | МФК «Галичина» Дрогобич               | 2:2 | 1:3 | 0:3  | 1:1Д | 4:3  |     | 2:1  |     | 12 | 3 | 2 | 7 | 14 - 31 | -17 | 11 |
| 7. | ФСК «Самбір»                          | 0:1 | 0:1 | 2:1  | 1:1  | 2:2  | 4:0 |      |     | 12 | 2 | 3 | 7 | 12 - 21 | -9  | 9  |
| -  | СК «Дніпро-1 Академія футболу» Дніпро |     |     | 1:3Д |      |      |     | 3:4Д |     | 3  | 0 | 0 | 3 | 4 - 10  | -6  | 0  |

Д - матч відбувся на стадіоні «Арена Довге» в селі Довге (Моршинська ОТГ).

С - матч відбувся на стадіоні «Сокіл» в місті Стрий.

Л - матч відбувся на стадіоні СКА в місті Львів.
Джерело:

### Кращібомбардиричемпіонату
З урахуванням голів, забитих в анульованих матчах.
| М  | Гравець         | Клуб               | Матчі | М'ячі    |
| -- | --------------- | ------------------ | ----- | -------- |
| 1. | Святий Юрій     | ФК Мостиська       | 18    | 14 (4п.) |
| 2. | Лебедь Роман    | Темп Б./З.         | 17    | 12       |
| 3. | Щурко Віталій   | ФК П'ятничани      | 21    | 11 (3п.) |
| 4. | Малецький Павло | ФСК Самбір, Юність | 22    | 10 (2п.) |
| 5. | Клим Богдан     | ФК Миколаїв        | 22    | 9        |

## Перша ліга
В першості Львівщини серед команд Першої ліги взяли участь тринадцять команд.  
- Спершу команди грають на груповому етапі у два кола (вдома та на виїзді), після чого по 3 найкращі колективи з кожної групи з нулем очок вийдуть до наступної, фінальної стадії змагань.
- Решта команд візьмуть участь у розиграші Кубку Першої ліги.

Серед команд, які виступали в попередній першості відсутні - «Покрова U-19» Львів, «Тандем» Жовтанці, які припинили виступи в обласних змаганнях серед дорослих, а також «Сокіл» Сокільники, котрий вибув у Другу обласну лігу. Натомість після річної перерви, пов'язаної з початком повномасштабної війни, відновив свої виступи в змаганнях новояворівський «Гірник».			

### Фінальний етап
Змагання за медалі
| М  | Команда/Місто                     | 1   | 2   | 3   | 4   | 5   | 6   | І  | В | Н | П | М'ячі   | РМ  | О  |
| -- | --------------------------------- | --- | --- | --- | --- | --- | --- | -- | - | - | - | ------- | --- | -- |
|    | «Гірник» Новояворівськ            |     | 2:1 | 5:0 | 1:1 | 2:0 | 4:1 | 10 | 6 | 2 | 2 | 24 - 11 | 13  | 20 |
|    | «Сокаль-Датський текстиль» Сокаль | 1:2 |     | 1:1 | 0:0 | 2:1 | 2:0 | 10 | 5 | 3 | 2 | 14 - 8  | 6   | 18 |
|    | ФК «Жовква»                       | 1:0 | 0:2 |     | 2:1 | 3:0 | 4:1 | 10 | 5 | 1 | 4 | 16 - 16 | 0   | 16 |
| 4. | «Колос» Городок                   | 2:1 | 0:0 | 2:1 |     | 2:1 | 4:1 | 10 | 4 | 4 | 2 | 12 - 9  | 3   | 16 |
| 5. | СОК «Пульс-Авангард» Жидачів      | 3:3 | 1:2 | 1:0 | 0:0 |     | 2:1 | 10 | 3 | 2 | 5 | 14 - 15 | -1  | 11 |
| 6. | «Темп» Гірське                    | 1:4 | 1:3 | 3:4 | 2:0 | 0:5 |     | 10 | 1 | 0 | 9 | 11 - 32 | -21 | 3  |

Кубок Першої ліги.
| М  | Команда/Місто        | 1   | 2   | 3   | 4   | 5   | І | В | Н | П | М'ячі   | РМ  | О  |
| -- | -------------------- | --- | --- | --- | --- | --- | - | - | - | - | ------- | --- | -- |
|    | «Богун» Броди        |     | 1:3 | 1:0 | 2:0 | 4:0 | 8 | 6 | 1 | 1 | 20 - 8  | 12  | 19 |
| 2. | ФК «Олесько»         | 1:1 |     | 3:2 | 3:0 | 6:1 | 8 | 5 | 1 | 2 | 27 - 14 | 13  | 16 |
| 3. | «Шахтар» Червоноград | 1:2 | 4:3 |     | 0:4 | 2:0 | 8 | 4 | 0 | 4 | 15 - 14 | 1   | 12 |
| 4. | СК «Воля» Братковичі | 1:3 | 5:4 | 1:2 |     | 3:0 | 8 | 3 | 1 | 4 | 15 - 15 | 0   | 10 |
| 5. | ДЮШ ФК «Львів»       | 2:6 | 0:4 | 0:4 | 1:1 |     | 8 | 0 | 1 | 7 | 4 - 30  | -26 | 1  |

Джерело:

### Груповий етап
Підгрупа А
| М  | Команда/Місто                     | 1   | 2   | 3   | 4   | 5   | 6   | І  | В | Н | П | М'ячі   | РМ  | О  |
| -- | --------------------------------- | --- | --- | --- | --- | --- | --- | -- | - | - | - | ------- | --- | -- |
| 1. | «Гірник» Новояворівськ            |     | 2:0 | 0:1 | 2:0 | 1:0 | 3:1 | 10 | 7 | 1 | 2 | 22 - 10 | 12  | 22 |
| 2. | «Сокаль-Датський текстиль» Сокаль | 0:3 |     | 3:1 | 0:0 | 3:0 | 3:1 | 10 | 6 | 1 | 3 | 16 - 11 | 5   | 19 |
| 3. | ФК «Жовква»                       | 3:2 | 0:2 |     | 1:0 | 0:1 | 2:1 | 10 | 5 | 0 | 5 | 13 - 12 | 1   | 15 |
| 4. | ФК «Олесько»                      | 2:2 | 4:2 | 1:0 |     | 1:0 | 0:1 | 10 | 4 | 2 | 4 | 13 - 11 | 2   | 14 |
| 5. | «Шахтар» Червоноград              | 2:4 | 0:1 | 2:1 | 2:1 |     | 2:1 | 10 | 4 | 0 | 6 | 10 - 15 | -5  | 12 |
| 6. | «Богун» Броди                     | 1:3 | 0:2 | 0:4 | 1:4 | 2:1 |     | 10 | 2 | 0 | 8 | 9 - 24  | -15 | 6  |

Підгрупа Б
| М  | Команда/Місто                | 1   | 2   | 3   | 4   | 5   | 6   | 7   | І  | В | Н | П  | М'ячі   | РМ  | О  |
| -- | ---------------------------- | --- | --- | --- | --- | --- | --- | --- | -- | - | - | -- | ------- | --- | -- |
| 1. | СОК «Пульс-Авангард» Жидачів |     | 0:2 | 2:1 | 1:1 | 5:0 | 4:1 | 2:0 | 12 | 9 | 1 | 2  | 21 - 7  | 14  | 28 |
| 2. | «Колос» Городок              | 0:1 |     | 1:0 | 4:0 | 0:2 | 3:2 | 4:3 | 12 | 8 | 1 | 3  | 21 - 10 | 11  | 25 |
| 3. | «Темп» Гірське               | 1:3 | 1:1 |     | 2:1 | 1:0 | 5:2 | 2:1 | 12 | 7 | 1 | 4  | 22 - 15 | 7   | 22 |
| 4. | СКК «Пісочна»                | 1:0 | 0:4 | 3:2 |     | 2:1 | 4:1 | 6:1 | 12 | 6 | 1 | 5  | 21 - 23 | -2  | 19 |
| 5. | ФК «Щирець»                  | 0:1 | 1:0 | 0:1 | 1:0 |     | 2:1 | 3:0 | 12 | 6 | 0 | 6  | 15 - 14 | 1   | 18 |
| 6. | СК «Воля» Братковичі         | 0:1 | 0:1 | 1:2 | 6:0 | 3:2 |     | 7:0 | 12 | 4 | 0 | 8  | 28 - 25 | 3   | 12 |
| 7. | ДЮШ ФК «Львів»               | 0:1 | 0:1 | 0:4 | 0:3 | 0:3 | 1:4 |     | 12 | 0 | 0 | 12 | 6 - 40  | -34 | 0  |

Джерело:

### Кращібомбардирипершості Львівщини в Першій лізі
| М  | Гравець          | Клуб                     | Матчі | М'ячі    |
| -- | ---------------- | ------------------------ | ----- | -------- |
| 1. | Макара Олег      | Сокаль-Датський текстиль | 19    | 12       |
| 2. | Прихідько Василь | Сокаль-Датський текстиль | 18    | 12 (7п.) |

## Друга/третя ліга
В сезоні 2023 року, як і в попередньому сезоні, всі команди другої та третьої ліги виступають в одному турнірі. На першому етапі двадцять сім колективів розділені на три групи.
- Команди, які на груповому етапі посіли в підгрупах перші-другі місця, зіграють між собою в одне коло з нулем очок за медалі Другої ліги:
- Колективи, які в підгрупах заняли третє-четверте місця, за аналогічною схемою розіграють медалі Третьої ліги:
- Усі ці команди наступного року матимуть право виступати в першості Другої ліги Львівщини за звичною схемою – в одній групі у два кола. Цьогорічний абсолютний переможець Другої ліги зможе підвищитися в класі до Першої обласної ліги.
- Команди, які цьогоріч не потрапили до вирішальних шісток Другої і Третьої ліг, за бажанням позмагаються за Кубок Золотої Осені (переможець «Сокіл» Великі Глібовичі).

Серед команд, які в минулому сезоні виступали в турнірі Другої/Третьої ліги, відсутні: ФК «Лопатин», ФК «Львів U-17», «Галичина» Великий Дорошів, «Покрова U-17» Львів, «Стрілець» Стрілки, «Арсенал» Бучали, «Жупан» Винники,  «Захід» Бібрка, СКК «Острів» Чорний Острів та ДЮФК «Галичина U-19» Львів.

### Перший етап
Підгрупа 1
| М  | Команда/Місто                         | 1   | 2   | 3    | 4   | 5   | 6   | 7    | 8    | 9    | І  | В  | Н | П  | М'ячі   | РМ  | О  |
| -- | ------------------------------------- | --- | --- | ---- | --- | --- | --- | ---- | ---- | ---- | -- | -- | - | -- | ------- | --- | -- |
| 1. | СФК «Муроване»                        |     | 1:1 | 3:1  | 3:2 | 1:1 | 4:1 | 4:1  | 2:1  | 6:0  | 16 | 12 | 3 | 1  | 44 - 17 | 27  | 39 |
| 2. | «Енергетик» Добротвір                 | 0:3 |     | 2:0  | 2:0 | 3:1 | 0:0 | 2:1  | 1:0  | 1:0  | 16 | 12 | 2 | 2  | 37 - 12 | 25  | 38 |
| 3. | СК «Січ» Заболотцівська ОТГ           | 2:3 | 1:0 |      | 2:1 | 0:1 | 1:1 | 0:3  | 3:0* | 3:2  | 16 | 10 | 1 | 5  | 39 - 24 | 15  | 31 |
| 4. | ФСК «Вугільник» Гірник                | 2:3 | 1:4 | 1:5  |     | 4:0 | 1:1 | 2:0  | 4:4  | 4:0  | 16 | 7  | 3 | 6  | 34 - 31 | 3   | 24 |
| 5. | ФК «Качурівка-Радехівщина ТГ» Радехів | 3:3 | 2:3 | 5:6  | 1:2 |     | 2:5 | 2:1  | 4:1  | 3:0* | 16 | 7  | 2 | 7  | 37 - 34 | 3   | 23 |
| 6. | ФК «Ямпіль»                           | 0:3 | 0:2 | 1:4  | 1:2 | 3:1 |     | 0:1  | 1:0  | 11:0 | 16 | 5  | 4 | 7  | 30 - 26 | 4   | 19 |
| 7. | «Гарай» Жовква                        | 0:1 | 0:2 | 0:2  | 1:2 | 0:3 | 1:1 |      | 2:2  | 0:1  | 16 | 4  | 2 | 10 | 22 - 27 | -5  | 14 |
| 8. | «Сокіл» Борщовичі                     | 1:0 | 1:6 | 1:6  | 3:3 | 1:3 | 2:3 | 3:8  |      | 3:4  | 16 | 2  | 3 | 11 | 24 - 50 | -26 | 9  |
| 9. | «Сокіл» Сокільники                    | 1:4 | 1:8 | 0:3* | 1:3 | 1:5 | 2:1 | 0:3* | 0:1  |      | 16 | 3  | 0 | 13 | 13 - 59 | -46 | 9  |

* — технічний результат (неявка).
Підгрупа 2
| М  | Команда/Місто                 | 1    | 2   | 3   | 4   | 5   | 6   | 7    | 8   | 9   | І  | В  | Н | П  | М'ячі   | РМ  | О  |
| -- | ----------------------------- | ---- | --- | --- | --- | --- | --- | ---- | --- | --- | -- | -- | - | -- | ------- | --- | -- |
| 1. | «Стріла» Сулимів              |      | 1:1 | 4:3 | 3:1 | 6:3 | 4:1 | 5:2  | 6:1 | 5:0 | 16 | 11 | 2 | 3  | 52 - 25 | 27  | 35 |
| 2. | «Скала» Вільховець            | 1:1  |     | 1:0 | 4:1 | 1:0 | 2:2 | 5:0  | 2:0 | 0:0 | 16 | 8  | 5 | 3  | 27 - 15 | 12  | 29 |
| 3. | «Босота» Чорнушовичі          | 3:1  | 1:1 |     | 0:0 | 3:1 | 1:0 | 3:0* | 4:1 | 6:2 | 16 | 8  | 5 | 3  | 33 - 20 | 13  | 29 |
| 4. | «Берізка» Підберізці          | 3:0  | 3:1 | 1:2 |     | 4:2 | 0:0 | 0:0  | 5:0 | 5:1 | 16 | 8  | 4 | 4  | 31 - 19 | 12  | 28 |
| 5. | «Сокіл» Великі Глібовичі      | 1:2  | 3:2 | 3:1 | 2:3 |     | 1:1 | 15:2 | 2:1 | 5:1 | 16 | 8  | 1 | 7  | 46 - 30 | 16  | 25 |
| 6. | «Юність-2» Верхня/Нижня Білка | 2:3  | 2:0 | 1:2 | 1:2 | 0:1 |     | 4:1  | 1:0 | 2:1 | 16 | 6  | 3 | 7  | 25 - 21 | 4   | 21 |
| 7. | «Стріла» Підгородище          | 0:3* | 0:2 | 0:0 | 1:2 | 0:2 | 1:3 |      | 3:1 | 4:1 | 16 | 4  | 2 | 10 | 22 - 50 | -28 | 14 |
| 8. | ФК «Дубляни»                  | 3:2  | 0:2 | 1:1 | 1:0 | 0:3 | 2:1 | 3:5  |     | 0:4 | 16 | 3  | 2 | 11 | 14 - 41 | -27 | 11 |
| 9. | «Рух-Збірна» Репехів          | 0:6  | 1:2 | 3:3 | 1:1 | 3:2 | 0:4 | 1:3  | 0:0 |     | 16 | 2  | 4 | 10 | 19 - 48 | -29 | 10 |

* — технічний результат (неявка).
Підгрупа 3
| М  | Команда/Місто         | 1   | 2    | 3   | 4    | 5   | 6    | 7   | 8   | 9    | І  | В  | Н | П  | М'ячі   | РМ  | О  |
| -- | --------------------- | --- | ---- | --- | ---- | --- | ---- | --- | --- | ---- | -- | -- | - | -- | ------- | --- | -- |
| 1. | СК «Турбо» Березів    |     | 2:1  | 1:0 | 4:1  | 3:0 | 3:0* | 6:2 | 6:0 | 4:2  | 16 | 14 | 1 | 1  | 55 - 15 | 40  | 43 |
| 2. | СФК «Трускавець»      | 1:1 |      | 1:0 | 2:0  | 3:0 | 2:2  | 4:0 | 5:0 | 6:2  | 16 | 11 | 2 | 3  | 47 - 13 | 34  | 35 |
| 3. | ФК «Новий Розділ»     | 1:2 | 1:0  |     | 7:1  | 4:4 | 4:0  | 6:0 | 3:0 | 3:0* | 16 | 11 | 1 | 4  | 50 - 18 | 32  | 34 |
| 4. | ФК «Старий Самбір»    | 2:1 | 2:0  | 0:1 |      | 3:1 | 4:2  | 9:1 | 5:2 | 1:1  | 16 | 8  | 2 | 6  | 39 - 30 | 9   | 26 |
| 5. | «Кохавинка» Гніздичів | 0:5 | 2:5  | 4:2 | 2:2  |     | 0:1  | 2:2 | 6:1 | 2:1  | 16 | 6  | 4 | 6  | 35 - 35 | 0   | 22 |
| 6. | «Троянда» Ходорів     | 0:3 | 0:3  | 1:3 | 4:1  | 0:2 |      | 1:1 | 2:1 | 4:1  | 16 | 6  | 2 | 8  | 22 - 34 | -12 | 20 |
| 7. | «Дністер» Кам'яне     | 1:2 | 0:2  | 1:6 | 1:0  | 2:2 | 0:1  |     | 2:3 | 5:2  | 16 | 3  | 4 | 9  | 21 - 47 | -26 | 13 |
| 8. | «Сокіл» Никонковичі   | 3:5 | 1:9  | 1:6 | 1:5  | 0:3 | 5:2  | 1:3 |     | 3:3  | 16 | 3  | 1 | 12 | 24 - 66 | -42 | 10 |
| 9. | «Богун» Підзвіринець  | 1:7 | 0:3* | 2:3 | 0:3* | 1:5 | 1:2  | 0:0 | 1:2 |      | 16 | 0  | 3 | 13 | 18 - 53 | -35 | 3  |

* — технічний результат (неявка).
Джерело:

### Друга ліга
Команди, які на груповому етапі посіли в групах перші та другі місця, розіграли медалі Другої ліги.
| М  | Команда/Місто         | 1   | 2   | 3   | 4   | 5   | 6   | І | В | Н | П | М'ячі   | РМ | О  |
| -- | --------------------- | --- | --- | --- | --- | --- | --- | - | - | - | - | ------- | -- | -- |
|    | СК «Турбо» Березів    |     |     | 1:0 | 2:2 | 3:0 |     | 5 | 4 | 1 | 0 | 8 - 2   | 6  | 13 |
|    | «Стріла» Сулимів      | 0:1 |     |     | 5:3 |     | 8:2 | 5 | 3 | 0 | 2 | 17 - 7  | 10 | 9  |
|    | СФК «Трускавець»      |     | 1:0 |     |     | 3:1 |     | 5 | 3 | 0 | 2 | 8 - 7   | 1  | 9  |
| 4. | «Скала» Вільховець    |     |     | 3:0 |     |     | 3:3 | 5 | 1 | 2 | 2 | 12 - 12 | 0  | 5  |
| 5. | СФК «Муроване»        |     | 0:4 |     | 2:1 |     | 1:1 | 5 | 1 | 1 | 3 | 4 - 12  | -8 | 4  |
| 6. | «Енергетик» Добротвір | 0:1 |     | 2:4 |     |     |     | 5 | 0 | 2 | 3 | 8 - 17  | -9 | 2  |

Джерело:

### Третя ліга
Команди, котрі на груповому етапі заняли треті та четверті місця, змагаються за медалі Третьої ліги.
| М  | Команда/Місто               | 1   | 2   | 3   | 4   | 5   | 6   | І | В | Н | П | М'ячі  | РМ | О  |
| -- | --------------------------- | --- | --- | --- | --- | --- | --- | - | - | - | - | ------ | -- | -- |
|    | ФК «Новий Розділ»           |     |     | 1:1 | 6:1 | 6:1 |     | 5 | 3 | 2 | 0 | 18 - 5 | 13 | 11 |
|    | «Босота» Чорнушовичі        | 1:1 |     |     |     | 2:1 | 5:1 | 5 | 3 | 2 | 0 | 11 - 5 | 6  | 11 |
|    | СК «Січ» Заболотцівська ОТГ |     | 1:1 |     | 4:1 | 4:0 |     | 5 | 2 | 3 | 0 | 15 - 8 | 7  | 9  |
| 4. | ФСК «Вугільник» Гірник      |     | 1:2 |     |     |     | 1:0 | 5 | 1 | 1 | 3 | 7 - 15 | -8 | 4  |
| 5. | «Берізка» Підберізці        |     |     |     | 3:3 |     | 2:1 | 5 | 1 | 1 | 3 | 7 - 16 | -9 | 4  |
| 6. | ФК «Старий Самбір»          | 1:4 |     | 5:5 |     |     |     | 5 | 0 | 1 | 4 | 8 - 17 | -9 | 1  |

Джерело:

## Чемпіонат юніорів
Після річної перерви, пов'язаної з початком повномаштабної війни, відновились змагання серед юніорів. Чемпіонат пройшов за окремим календарем в окремий ігровий день, без прив'язки до жодної з ліг. 
23 юніорські колективи поділені на 5 груп. 
- Переможці п'яти груп, плюс три найкращі колективи з других місць (ФСК «Самбір», ДЮСШ «Мостиська», «Сокаль-Датський текстиль») розіграли між собою у плей-оф (чвертьфінал – півфінал – фінал, усі стадії з одного матчу) медалі юніорського чемпіонату.
- Інші дві другі команди (ДЮШ ФК «Львів», Миколаївська ДЮСШ) плюс п'ять із третіх місць і найкраща четверта (КЗ ДЮСШ «Карпати» Львів) за такою ж схемою розіграли медалі юніорської першості.
- Решта колективів, плюс юніорські команди ФК «Жовква», ФК «Рава» Рава-Руська, а також ті, які поступляться у чвертьфіналах, змагаються за Кубок юніорів Львівщини (переможець -  «Шахтар» Червоноград).

### Чемпіонат Львівщини серед юніорів
| ¼ фіналу:                                                                    |
| ---------------------------------------------------------------------------- |
| «Покрова» Львів − «Шахтар» Червоноград — 3:0                                 |
| ФК «Захід U-19» Бібрка − ФСК «Самбір» —0:3*(т/р, результат матчу анульовано) |
| «Гірник» Новояворівськ − «Сокаль-Датський текстиль» — 1:0                    |
| ДЮСШ «Мостиська» − Східницька ТГ — 5:0                                       |

| ½ фіналу:                                     |
| --------------------------------------------- |
| ДЮСШ «Мостиська» − ФСК «Самбір» — 2:1         |
| «Гірник» Новояворівськ − «Покрова» Львів —2:3 |

| Матч за третє місце чемпіонату:       |
| ------------------------------------- |
| ФСК «Самбір» − «Гірник» Новояворівськ |
| 2:1                                   |

| Фінальний матч за золоті медалі чемпіонату: |
| ------------------------------------------- |
| ДЮСШ «Мостиська» − «Покрова» Львів          |
| 0:6                                         |

### Першість Львівщини серед юніорів
| ¼ фіналу:                                                         |
| ----------------------------------------------------------------- |
| Миколаївська ДЮСШ − МФК «Галичина» Дрогобич — 1:0                 |
| «Колос» Городок − КЗ ДЮСШ «Карпати» Львів — 3:0*(не відбувся)     |
| СОК «Пульс-Авангард» Жидачів − ДЮШ ФК «Львів» — 0:3*(не відбувся) |
| Жовтанецька ТГ − ЛСК «Погонь» Львів —0:4                          |

| ½ фіналу:                                       |
| ----------------------------------------------- |
| «Колос» Городок − ДЮШ ФК «Львів» — 1:1 п.п. 4:2 |
| Миколаївська ДЮСШ − ЛСК «Погонь» Львів —5:3     |

| Матч за третє місце першості:       |
| ----------------------------------- |
| ЛСК «Погонь» Львів − ДЮШ ФК «Львів» |
| 3:0*(не відбувся)                   |

| Фінальний матч за золоті медалі першості: |
| ----------------------------------------- |
| «Колос» Городок − Миколаївська ДЮСШ       |
| 0:1                                       |

### Груповий етап
Група 1 
| М  | Команда/Місто                     | 1   | 2   | 3   | 4   | І | В | Н | П | М'ячі  | РМ | О  |
| -- | --------------------------------- | --- | --- | --- | --- | - | - | - | - | ------ | -- | -- |
| 1. | «Шахтар» Червоноград              |     | 1:2 | 3:0 | 3:1 | 6 | 4 | 1 | 1 | 13 - 5 | 8  | 13 |
| 2. | «Сокаль-Датський текстиль» Сокаль | 0:2 |     | 5:1 | 2:0 | 6 | 4 | 0 | 2 | 12 - 6 | 6  | 12 |
| 3. | Жовтанецька ТГ Жовтанці           | 1:1 | 2:0 |     | 1:2 | 6 | 1 | 2 | 3 | 5 - 11 | -6 | 5  |
| 4. | ДЮСШ «Богун» Броди                | 1:3 | 0:3 | 0:0 |     | 6 | 1 | 1 | 4 | 4 - 12 | -8 | 4  |

 Група 2 
| М  | Команда/Місто           | 1   | 2   | 3   | 4   | І | В | Н | П | М'ячі   | РМ | О  |
| -- | ----------------------- | --- | --- | --- | --- | - | - | - | - | ------- | -- | -- |
| 1. | «Покрова» Львів         |     | 0:3 | 2:1 | 3:1 | 6 | 4 | 0 | 2 | 9 - 8   | 1  | 12 |
| 2. | ДЮШ ФК «Львів»          | 0:1 |     | 1:0 | 1:0 | 6 | 3 | 1 | 2 | 7 - 8   | -1 | 10 |
| 3. | ЛСК «Погонь» Львів      | 2:1 | 1:1 |     | 3:0 | 6 | 2 | 1 | 3 | 7 - 7   | 0  | 7  |
| 4. | КЗ ДЮСШ «Карпати» Львів | 1:2 | 6:1 | 2:0 |     | 6 | 2 | 0 | 4 | 10 - 10 | 0  | 6  |

 Група 3 
| М  | Команда/Місто                | 1   | 2   | 3   | 4   | 5   | І | В | Н | П | М'ячі   | РМ  | О  |
| -- | ---------------------------- | --- | --- | --- | --- | --- | - | - | - | - | ------- | --- | -- |
| 1. | ФК «Захід U-19» Бібрка       |     | 7:1 | 7:0 | 7:1 | 6:0 | 8 | 8 | 0 | 0 | 47 - 3  | 44  | 24 |
| 2. | Миколаївська ДЮСШ Миколаїв   | 1:4 |     | 5:0 | 0:0 | 4:1 | 8 | 4 | 2 | 2 | 22 - 16 | 6   | 14 |
| 3. | СОК «Пульс-Авангард» Жидачів | 0:3 | 2:3 |     | 2:0 | 3:1 | 8 | 2 | 1 | 5 | 9 - 27  | -18 | 7  |
| 4. | ФК «Новий Розділ»            | 0:4 | 1:1 | 6:0 |     | 1:1 | 8 | 1 | 3 | 4 | 11 - 18 | -7  | 6  |
| 5. | «Сокіл» Великі Глібовичі     | 0:9 | 1:7 | 2:2 | 3:2 |     | 8 | 1 | 2 | 5 | 9 - 34  | -25 | 5  |

 Група 4 
| М  | Команда/Місто          | 1   | 2   | 3   | 4   | 5   | І | В | Н | П | М'ячі   | РМ  | О  |
| -- | ---------------------- | --- | --- | --- | --- | --- | - | - | - | - | ------- | --- | -- |
| 1. | «Гірник» Новояворівськ |     | 1:1 | 0:0 | 4:0 | 7:0 | 8 | 6 | 2 | 0 | 35 - 3  | 32  | 20 |
| 2. | ДЮСШ «Мостиська»       | 1:9 |     | 5:0 | 5:1 | 3:0 | 8 | 5 | 2 | 1 | 23 - 13 | 10  | 17 |
| 3. | «Колос» Городок        | 0:4 | 2:2 |     | 5:0 | 8:0 | 8 | 3 | 3 | 2 | 17 - 12 | 5   | 12 |
| 4. | ФСК «Яворів»           | 0:3 | 0:2 | 0:0 |     | 2:2 | 8 | 1 | 2 | 5 | 6 - 22  | -16 | 5  |
| 5. | СК «Воля» Братковичі   | 1:7 | 0:4 | 1:2 | 1:3 |     | 8 | 0 | 1 | 7 | 5 - 36  | -31 | 1  |

 Група 5 
| М  | Команда/Місто           | 1   | 2    | 3   | 4   | 5   | І | В | Н | П | М'ячі   | РМ  | О  |
| -- | ----------------------- | --- | ---- | --- | --- | --- | - | - | - | - | ------- | --- | -- |
| 1. | Східницька ТГ Східниця  |     | 2:1  | 3:1 | 1:0 | 4:2 | 8 | 5 | 2 | 1 | 19 - 11 | 8   | 17 |
| 2. | ФСК «Самбір»            | 3:3 |      | 3:1 | 4:2 | 2:0 | 8 | 5 | 2 | 1 | 25 - 10 | 15  | 17 |
| 3. | МФК «Галичина» Дрогобич | 3:1 | 1:1  |     | 5:0 | 3:0 | 8 | 5 | 1 | 2 | 22 - 9  | 13  | 16 |
| 4. | СФК «Трускавець»        | 1:1 | 1:10 | 1:4 |     | 2:0 | 8 | 1 | 1 | 6 | 7 - 28  | -21 | 4  |
| 5. | Стрілківська ТГ Стрілки | 0:4 | 0:1  | 0:4 | 3:0 |     | 8 | 1 | 0 | 7 | 5 - 20  | -15 | 3  |

Джерело:

## Легенда
—— діючий чемпіон (переможець попереднього розіграшу).
 —— команда, яка в попередньому чемпіонаті виступала на порядок вищій за рангом лізі і опустилась в нижчу лігу.
 —— команда, яка в попередньому чемпіонаті виступала на порядок нижчій за рангом лізі і піднялась у вищу за рангом лігу.
 —— команда, яка в попередньому чемпіонаті виступала або на кілька порядків нижчій за рангом лізі, або взагалі ніде не виступала і допущена до змагань не за спортивним принципом, а з якихось інших міркувань.